# 5-я отдельная гвардейская танковая бригада (Россия)
5-я отдельная гвардейская танковая Тацинская Краснознамённая, ордена Суворова бригада (5 отбр, в/ч 46108) — тактическое соединение Сухопутных войск Российской Федерации.
Формирование входит в состав 36-й общевойсковой армии Восточного военного округа. Пункт постоянной дислокации — г. Улан-Удэ Республики Бурятия.

## История
Ведёт свою историю от 24-го танкового корпуса, получившего почётное наименование «Тацинский» в ходе «тацинского рейда» в ходе Сталинградской битвы. В ходе рейда, силами 24-го танкового корпуса под командованием генерал-майора Василия Баданова, был уничтожен аэродром с 70 транспортными самолётами Junkers Ju 52 и Хейнкель Военно-воздушных сил нацистской Германии, через который шло снабжение окружённой 23 ноября 1942 года немецкой 6-й полевой армии и разгромлена железнодорожная станция Тацинская, на которой скопились припасы для окружённой немецкой 6-й полевой армии.
Рейд проводился в ходе Среднедонской операции 1-й и 3-й гвардейских армий против 8-й итальянской армии и немецкой оперативной группы «Холлидт». 18-й, 24-й, 25-й танковые корпуса были приданы 1-й гв. армии в усиление. 16 декабря 1942 г. 1-я гвардейская армия прорвала оборону итальянцев. 24-й танковый корпус, имея в распоряжении 89 Т-34 и 59 Т-70, войдя в образовавшийся прорыв, 17 декабря осуществил переправу через реку Дон в 11:30—18:30. 24-й танковый корпус двигался по тылам противника, уничтожая гарнизоны населённых пунктах. К 24 декабря 8-я итальянская армия была рассеяна. Это открыло дорогу к аэродрому у станицы Тацинская. В 7:30 24 декабря корпус атаковал станицу и аэродром неподалёку. Затем 24-й танковый корпус попал в окружение до 27 декабря. 28 декабря 24-й танковый корпус вышел из котла, под давлением контратакующих 6-й и 11-й танковых дивизий.
26 декабря 1942 года 24-й танковый корпус преобразован во 2-й гвардейский танковый корпус.
Во время боев на подступах к Минску рота средних танков 1-го танкового батальона 26-й гвардейской танковой бригады 2-го гвардейского танкового Тацинского корпуса под командованием гвардии старшего лейтенанта Яковлева А. А. одной из первых ворвалась в Минск. Завязав бой за товарную станцию, окружил отступающего противника и взял в плен 56 солдат и офицеров вместе с командиром этого подразделения.
После окончания войны, в 1945 году, 2-й гвардейский танковый корпус преобразован во 2-ю гвардейскую танковую дивизию.
В ходе военной реформы в 2009 году 2-я гвардейская танковая дивизия переформирована в 5-ю отдельную гвардейскую танковую бригаду.
В ходе войны с Украиной в 2014 году 5-я отдельная гвардейская танковая бригада участвовала в боях под Дебальцевым.
По сообщению Института изучения войны, в ходе полномасштабного российского вторжения в Украину в 2022 году 5-я танковая бригада принимала участие в боях за Угледар. Украина обвиняет двоих военнослужащих бригады — Баясхалана Шультумова и Павла Аганаева — в нарушении закона о «правилах и обычаях войны», в ограблении дома в селе Бузова Бучанского района Украины. Еще один - Николай Соковиков - обвиняется в убийстве двух безоружных гражданских у поселка Мрия в Бучанском районе. Согласно данным «Агентства», на начало апреля 2022 года в Украине погибли как минимум 14 военнослужащих бригады. Украинская прокуратура утверждает, что бригада участвовала в оккупации Бучи.

## Командиры
- гвардии полковник Галчишак, Николай Николаевич
- гвардии полковник Болгарев, Петр Николаевич
- гвардии полковник Галицкий, Руслан Викторович (2016)[11]
- гвардии полковник Журавлев, Евгений Николаевич
- гвардии полковник Тимофеев, Роман Сергеевич
- гвардии полковник Кондров Андрей Викторович
- Сергей Владимирович Горячев

## Награды и почётные наименования
- «Тацинская» — почётное наименование, в честь овладения 24 декабря 1942 года станицей Тацинская, присвоено в соответствии с Приказом НКО № 42 от 27 января 1943 года.[12].
- Гвардейская
- Орден Красного Знамени — за освобождение г. Минска в соответствии с Указом ПВС СССР от 23 июля 1944 года.
- Орден Суворова 2-й степени — в соответствии с Указом ПВС СССР от 19 февраля 1945 года.

## Состав
- управление;
- 1-й танковый батальон;
- 2-й танковый батальон;
- 3-й танковый батальон;
- мотострелковый батальон;
- гаубичный самоходно-артиллерийский дивизион;
- реактивный артиллерийский дивизион;
- зенитный ракетный дивизион;
- зенитный дивизион;
- батальон управления (связи);
- батальон материального обеспечения;
- отдельная стрелковая рота (снайперов);
- отдельная разведывательная рота;
- отдельная инженерно-сапёрная рота;
- отдельная рота РХБЗ;
- отдельная рота РЭБ;
- отдельная ремонтная рота;
- отдельная комендантская рота;
- отдельная медицинская рота;
- взвод управления (начальника артиллерии);
- взвод управления и радиолокационной разведки (начальника противовоздушной обороны);
- взвод управления (начальника разведывательного отделения);
- взвод инструкторов;
- отдельный взвод военной полиции
- полигон;
- военный оркестр.[13]

На вооружении: 90 ед. Т-72Б3, 4 ед. Т-72БК, 49 ед. БМП-1, 18 ед. Торнадо-Г, 18 ед. 152-мм сг 2С3М «Акация», 8 ед. 120-мм миномётов 2С12 «Сани», 6 ед. БТР-80, 3 ед. БРМ-3К, 12 ед. БМ 9К332М «Тор-М2У», Борисоглебск-2, 6 ед. БМ 9А34(35) «Стрела-10», 6 ед. ЗСУ-23-4 «Шилка», 36 ед. ПЗРК 9К38 «Игла». 2901 человек л/с.

## Отличившиеся воины
- Балдынов, Илья Васильевич
- Малахов, Юрий Николаевич
- Гамцемлидзе, Шота Леонович
- Галицкий Руслан Викторович†
- Бекиш Владимир Владимирович†
- Цыдыпов, Балдан Баирович
- Набиев, Энвер Альбертович